# Phytomyza arnicicola
Phytomyza arnicicola är en tvåvingeart som beskrevs av Lundquist 1949. Phytomyza arnicicola ingår i släktet Phytomyza och familjen minerarflugor. Arten är reproducerande i Sverige. Inga underarter finns listade i Catalogue of Life.